# Drocourt (Yvelines)
Drocourt település Franciaországban, Yvelines megyében. Lakosainak száma 556 fő (2022. január 1.). Drocourt Fontenay-Saint-Père, Sailly, Aincourt és Saint-Cyr-en-Arthies községekkel határos.

## Népesség
A település népességének változása:
| Lakosok száma | 546  | 545  | 566  | 562  | 562  | 561  | 561  | 557  | 556  |
|               | 2013 | 2015 | 2016 | 2017 | 2018 | 2019 | 2020 | 2021 | 2022 |